# Juan Barbas
Juan Alberto Barbas est un joueur de football argentin né le 23 août 1959 à San Martín, province de Buenos Aires en Argentine. Il acheva sa carrière en 1997 et est désormais entraîneur.

## Biographie

### Clubs successifs
| Saison      | Club                      | Pays      | Championnat |
| ----------- | ------------------------- | --------- | ----------- |
| 1977 - 1982 | Racing Club               | Argentine |             |
| 1982 - 1985 | Real Saragosse            | Espagne   |             |
| 1985 - 1990 | US Lecce                  | Italie    |             |
| 1990 - 1991 | FC Locarno                | Suisse    |             |
| 1991 - 1992 | FC Sion                   | Suisse    |             |
| 1992 - 1993 | FC Locarno                | Suisse    |             |
| 1993 - 1993 | Club Atlético Huracán     | Argentine |             |
| 1993 - 1994 | Alvarado de Mar del Plata | Argentine |             |
| 1994 - 1997 | Club Atlético All Boys    | Argentine |             |

## Palmarès

### Joueur
- Champion de Suisse en 1992 avec le FC Sion.
- Participation à la Coupe du monde 1982 avec l'Argentine.
- Vainqueur de la Coupe du monde Juniors 1979 avec l'Argentine junior.

### Distinctions individuelles
- Prix Don Balón du Meilleur joueur étranger du championnat d'Espagne : 1983 et 1984